# Maestro delle Palazze
Il cosiddetto Maestro delle Palazze (Prima metà del XIII secolo – Fine del XIII/Inizi del XIV secolo) è stato un pittore anonimo italiano di scuola umbra, attivo a Spoleto nella seconda metà del XIII secolo.
Il suo stile ha origine dalla tradizione umbra duecentesca; è stato accostato dalla critica ora a Pietro Cavallini, ora agli artisti influenzati dalle opere di Cimabue e del Maestro della Cattura in Assisi.

## Le opere
Le opere attribuite al Maestro della Palazze finora conosciute, si dividono tra alcuni musei americani e la città di Spoleto; qui possono essere ammirate al Museo Nazionale del Ducato, nella ex chiesa dei Santi Giovanni e Paolo e, alcune tracce, nell'ex monastero di Santa Maria inter Angelos.

### Nel monastero di Santa Maria inter Angelos
(Roberto Longhi)
Scene relative all'infanzia e alla passione di Cristo, realizzate verso la fine del milleduecento, ornavano un ambiente, probabilmente un oratorio, posto al primo piano del Monastero di Santa Maria inter Angelos, situato lungo il Giro dei condotti e conosciuto anche con il nome di Monastero delle Palazze (da cui il nome convenzionale Maestro delle Palazze), con riferimento alle sue abitanti, monache clarisse che vi dimorarono dal 1232 fino al 1403, soprannominate appunto Le Palazze. Tali affreschi, dall'iconografia articolata e complessa, ignorati per secoli, sono stati ricordati per la prima volta da Giuseppe Sordini in uno scritto del 1903, e successivamente nel 1920 da Giuseppe Angelini Rota.

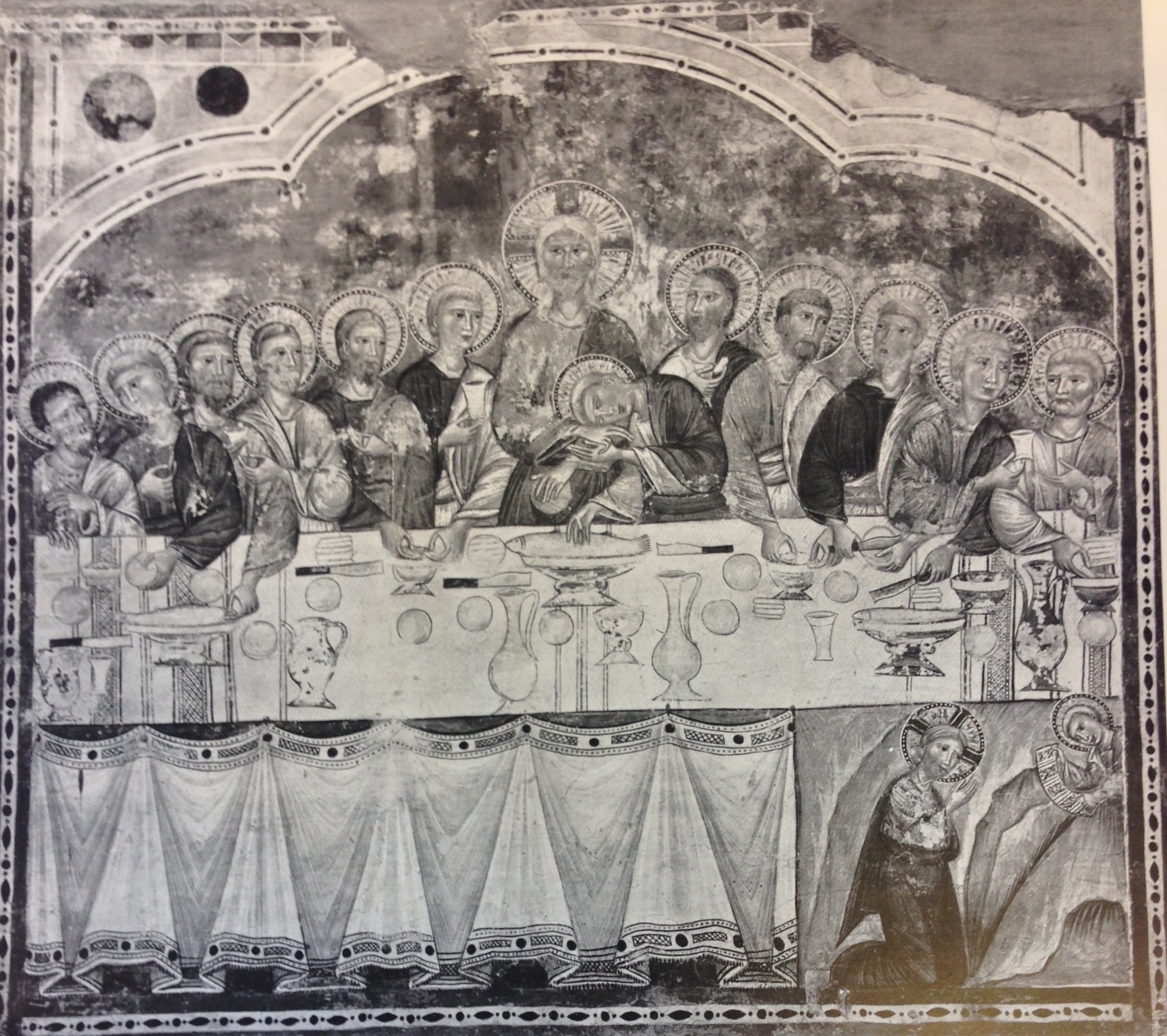
Ultima cena e Cristo nell'orto. Affresco cm. 236 x 256. Worcester Art Museum.

#### Nel 1921
Nel 1921 gli affreschi vennero strappati dalle pareti e abusivamente venduti dal proprietario del monastero, Guglielmo Cianni nonostante il Ministero della pubblica istruzione li avesse segnalati tra gli affreschi di interesse nazionale fin dal 1914. L'anno seguente vennero rintracciati e sequestrati a Bergamo a due mercanti d'arte: il barone Ernesto Bayet e Bernardo Bazzani. Il fatto ebbe risalto anche sulla stampa, tuttavia non fu possibile impedirne l'esportazione in Francia e la vendita sui mercati parigini.
Nel giro di pochi anni vennero acquistati da musei e collezionisti americani. Già nel 1924 tre di essi si trovavano all'interno del Worcester Art Museum in Massachusetts, provenienti dalla John Levy Galleries di New York:.
- Ultima Cena e Cristo nell'orto (cm. 236 x 256) (Foto a colori)[14]
- Crociﬁssione (cm. 294 x 203) (Foto)
- altra Crociﬁssione, solo un frammento (Foto).

Altri due arrivarono a Bryn Athyn in Pennsylvania nel Glencairn Museum, sede della collezione del milionario e filantropo Raymond Pitcairn che li aveva acquistati in Francia dal mercante d'arte René Albert Gimpel nel 1925; nell'aprile del 1923 Gimpel li aveva esposti all'Art Center, 65-67 East 56th Street New York
- Giudizio ﬁnale
- Annunciazione[18](Foto)

Un altro affresco, Natività, venne sezionato dai mercanti, diviso in quattro pezzi e piazzato separatamente: (Foto dell'affresco intero)
- un Pastore finì a Hartford nell'Wadsworth Atheneum donato da René Albert Gimpel (1881-1945) nel 1928[19]
- un altro, Pastore al Fogg Art Museum, Cambridge MA donato da René Albert Gimpel (1881-1945) nel 1928[19] (dove, separato dal suo contesto, fu esposto per parecchi anni come Caino)
- San Giuseppe nel 1932 pervenne anch'esso nel Worcester Art Museum tutto proveniente dalla John Levy Galleries (Foto)
- Gesù Bambino a Boston al Museum of Fine Arts (Foto), donato nel 1924 da René Albert Gimpel (1881-1945)[20][19]

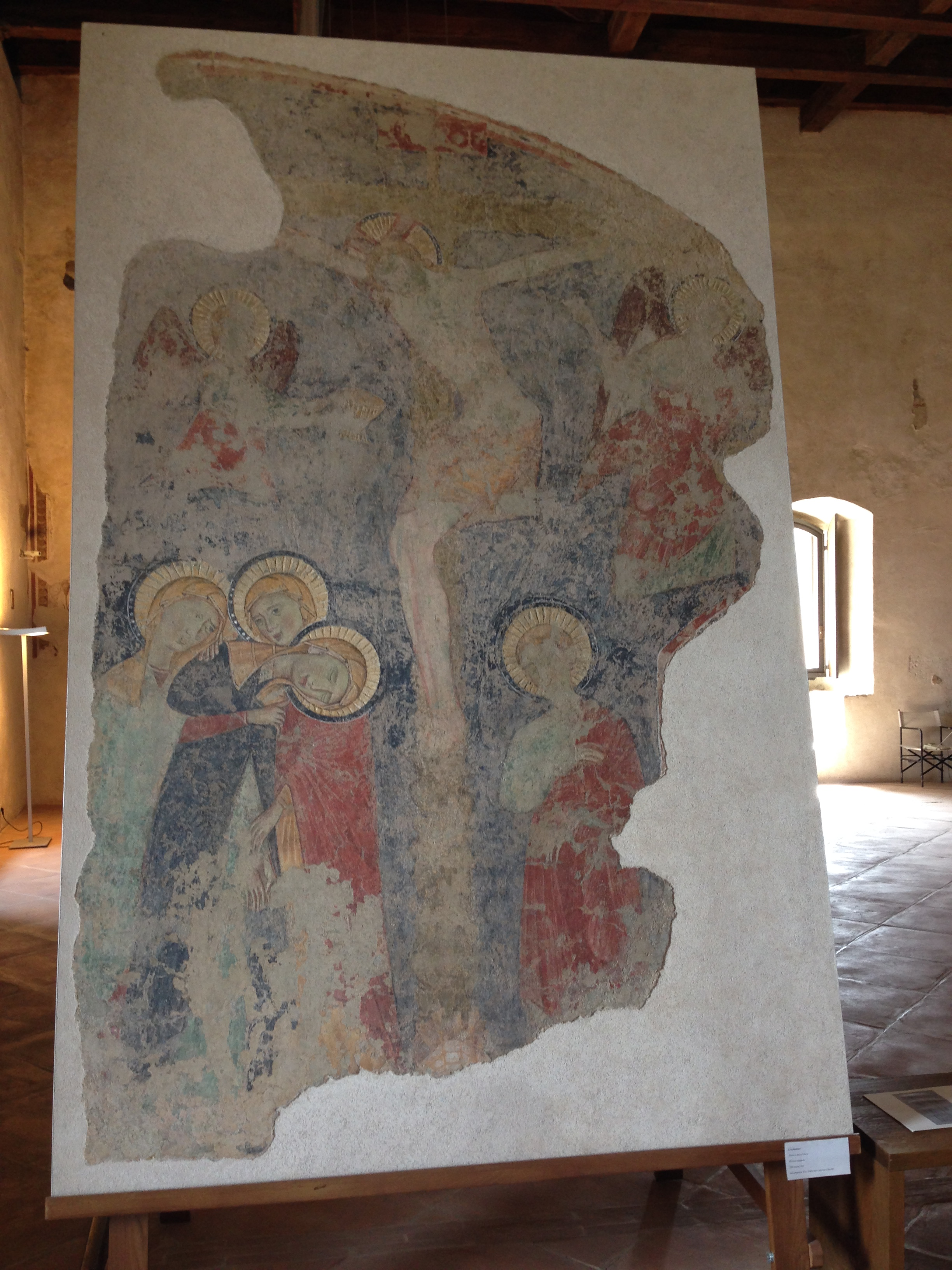
Affresco Crocifissione (Museo del Ducato) rinvenuto al piano terra del monastero.

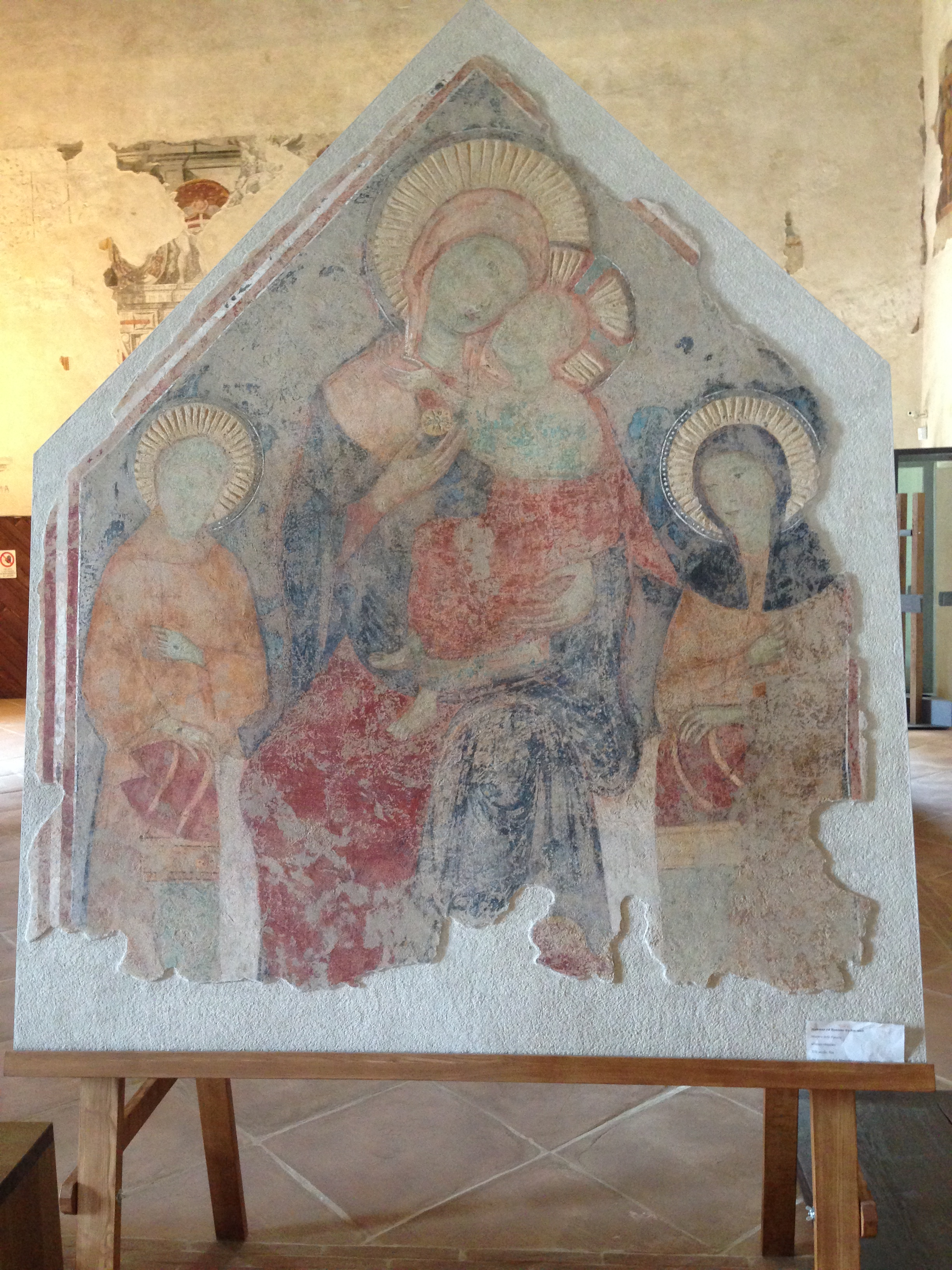
Affresco Madonna col Bambino e SS. Francesco e Chiara

#### Nel 1957
Nel 1957, grazie a un attento sopralluogo condotto da Bruno Toscano nell'antico oratorio, vennero alla luce altre opere:
- Derisione di Cristo, (cm 308 x 189) un affresco ancora in situ, molto malandato ma riconoscibile
- Annunciazione, Natività, Ultima cena e Cristo nell'orto, Crocifissione, Giudizio finale, cinque sinopie degli affreschi staccati quaranta anni prima con la tecnica dello strappo: sinopie miste a porzioni di colore filtrate dal sovrapposto affresco, che era stato disteso su uno strato di intonaco molto sottile.

La Soprintendenza ai monumenti e alle gallerie dell'Umbria, subito informata, nel 1964 si fece carico del distacco e del restauro delle opere superstiti al primo piano: la Derisione di Cristo e le sinopie vennero acquistate nel 1982 dal Comune di Spoleto per la locale Pinacoteca, situata all'interno del Palazzo Comunale; un pezzo venne donato dagli eredi degli antichi proprietari. Nel 1996 furono trasferite nella chiesa di Sant'Agata, e dal 2010 nel Museo Nazionale del Ducato di Spoleto; Natività e Annunciazione, non sono ancora esposte, ma custodite nei magazzini del museo.
Al piano terra Toscano fece un'altra felice scoperta: sotto uno spesso strato di tinteggiatura a calce emersero altri due affreschi:
- Madonna col bambino e Santi Francesco e Chiara, a forma pentagonale[22], pur molto consunto e poco leggibile, rifletteva una notevole familiarità con i concetti che Cimabue aveva sviluppato negli affreschi di Assisi.
- Crocifissione, tema già presente due volte al piano superiore.

Le due scene furono staccate nel 1972 e divennero proprietà privata del professor Bernardino Falcinelli a Spoleto. Da alcuni anni sono anch'esse in mostra nella sala 9 del Museo Nazionale del Ducato.
Attualmente (settembre 2015) alcune sbiadite tracce degli antichi affreschi sono ancora visibili al primo piano del monastero, trasformato in agriturismo; in un vano oggi adibito a sala conferenze, si intravedono: 

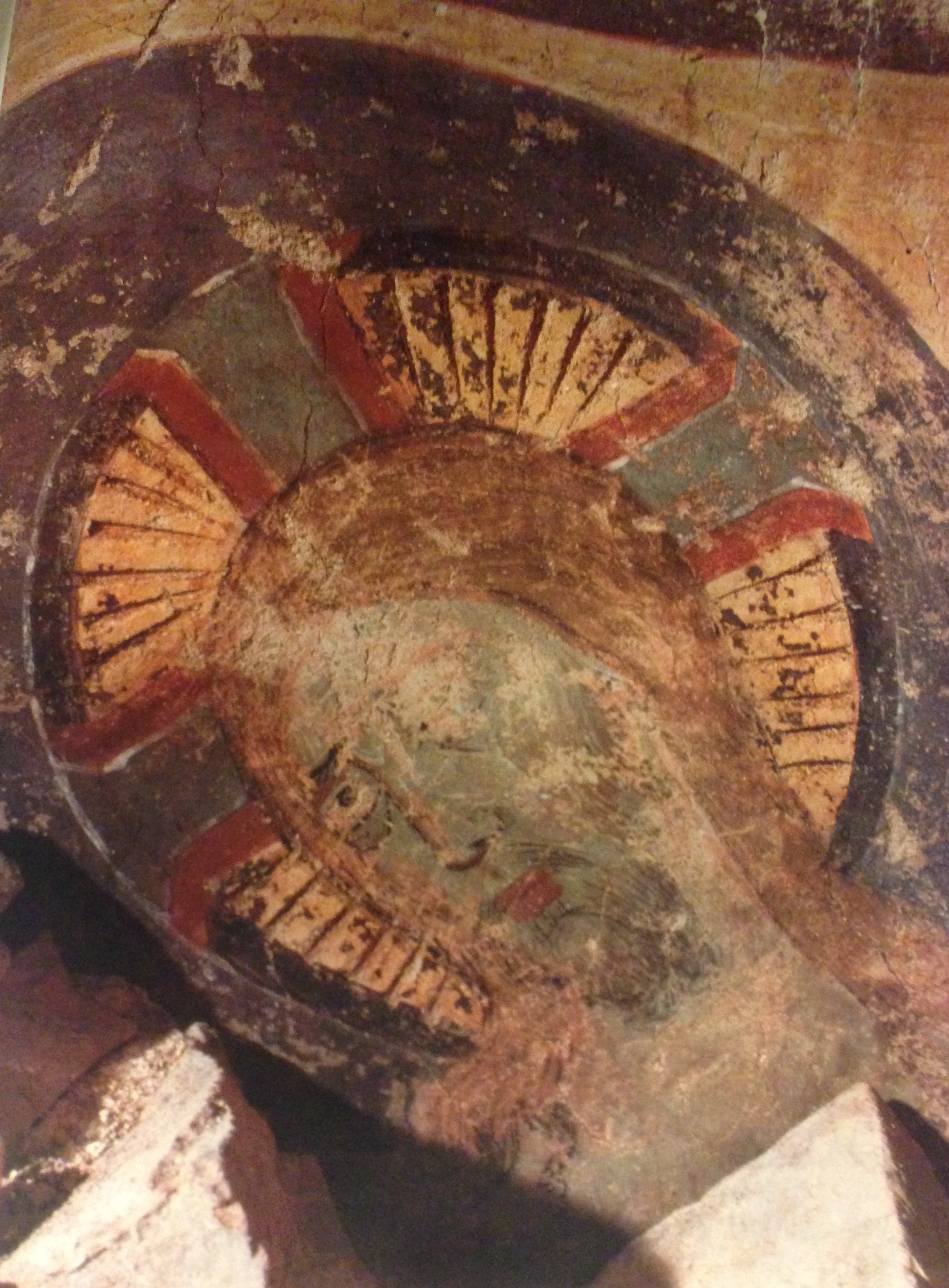
Ex chiesa SS. Giovanni e Paolo. Flagellazione, particolare.

- Crocifissione
- Giudizio finale
- Derisione di Cristo

### Nella ex chiesa dei Santi Giovanni e Paolo
Vi si trovano due brani di intonaco affrescato, che un'attenta lettura stilistica ha attribuito al Maestro delle Palazze; sono ubicati nel sottotetto, prima della volta del presbiterio, incorniciati da arcatelle a sesto. Negli anni ottanta sono stati ripuliti, consolidati e restaurati; ciò ha reso possibile il riconoscimento di due scene molto distanti da un punto di vista narrativo: 
- l' Annunciazione
- la Flagellazione

Si suppone che abbiano fatto parte di un ampio ciclo della Vita di Cristo e che le scene di episodi intermedi siano andate perdute.